# جونگ سونگ هیون
جونگ سونگ هیون (کره‌ای: 정승현؛ انگلیسی: Jung Seung-hyun؛ زادهٔ ۳ آوریل ۱۹۹۴) بازیکن فوتبال اهل کره جنوبی است.که در باشگاه فوتبال الوصل امارات در پست مدافع بازی می‌کند.
از باشگاه‌هایی که در آن بازی کرده‌است، می‌توان به باشگاه فوتبال اولسان هیوندای و باشگاه فوتبال ساگان توسو اشاره کرد.